# Aangebrande gordijnzwam
De aangebrande gordijnzwam (Cortinarius uraceus) is een paddenstoel uit de familie Cortinariaceae. De soort groeit in naaldbossen en gemengde bossen, op zure gronden. Hij vormt ectomycorrhiza met dennen (Pinus). Hij produceert vruchtlichamen van augustus tot oktober. 

## Kenmerken
Hoed
De aangebrande gordijnzwam heeft een gewelfde hoed die donkerbruin tot zwartbruin van kleur is. De hoed heeft een bult met een diameter van tussen de vier en de acht centimeter. De rand van de hoed is bleek van kleur en de velumresten zijn okerkleurig. 
Lamellen
De kleur van de lamellen varieert van donkerbruin tot roodbruin. De lamellen zijn breed aangehecht.
Steel
De steel van de aangebrande gordijnzwam is tussen de zes en de acht centimeter lang en tussen de vijf en de zeven millimeter breed. De steel heeft een donkerbruine kleur en heeft witte vlekken. De steel is aanvankelijk vol en daarna hol.
Geur en smaak
Het vlees is geelbruin als het droog is, roodbruin of bruin als het nat is. De geur en smaak van paddenstoelen.
Sporen
De sporen zijn sterk papillair en meten 8-11,5 × 5-7 µm.

## Verspreiding
Deze zwam is bekend uit Europa, Noord- en Midden-Amerika. In Europa komt hij voornamelijk voor in de westelijke en noordelijke delen, in het noorden tot IJsland en de 67e breedtegraad op het Scandinavisch schiereiland. De soort komt vrij zeldzaam binnen Nederland voor. Hij staat niet op de rode lijst en is niet bedreigd.